# میراث فرهنگی ناملموس در ایران
میراث ناملموس در ایران شامل ۲۶ اثر از آداب و آئین، هنرهای نمایشی، مهارت‌ها، دانش و فرهنگ ایران است. ایران در سال ۲۰۰۶، به عنوان چهلمین عضو، به کنوانسیون پاسداری از میراث ناملموس پیوست. در ۲۸ آوریل ۲۰۱۰، توافقنامه‌ای برای تأسیس مرکز مطالعات منطقه‌ای پاسداری از میراث ناملموس در آسیای غربی و مرکزی تحت نظارت یونسکو، میان دولت ایران و یونسکو امضا شد.
آیین باستانی نوروز هشتم مهرماه ۱۳۸۸ به عنوان نخستین اثر ناملموس فرهنگ ایرانی با عضویت هفت کشور و با عنوان یک پروندهٔ مشترک در فهرست میراث ناملموس به ثبت رسید. پرونده‌ای مشترک با درخواست و مدیریت ایران و همکاری کشورهای جمهوری آذربایجان، هند، قرقیزستان، پاکستان، ترکیه و ازبکستان به‌عنوان میراث ناملموس جهانی ثبت شد. سال ۲۰۱۶ در یازدهمین اجلاس کمیته جهانی میراث فرهنگی ناملموس به میزبانی اتیوپی، نوروز برای بار دوم ثبت گردید، چون پنج کشور افغانستان، عراق، قزاقستان، تاجیکستان و ترکمنستان تمایل داشتند تا این آیین را مشترک با کشورهای همسایه خود در سطحی گسترده‌تر به‌عنوان یک آیین باستانی به ثبت جهانی برسانند. پرونده ثبت نوروز بزرگ‌ترین پرونده میراث ناملموس از نظر تعداد کشورهای عضو است.
افزون بر نوروز، فرهنگ پخت نان لواش، هنر ساختن و نواختن کمانچه و هنر مینیاتور به‌طور مشترک با دیگر کشورها به ثبت رسیده است و ۴ اثر نیز مرتبط با موسیقی ایرانی است. در پانزدهمین اجلاس مجازی کمیته جهانی میراث ناملموس به میزبانی جامائیکا ایران چهار پرونده مراسم زیارت کلیسای تادئوس به صورت مشترک با ارمنستان، جشن مهرگان به صورت مشترک با تاجیکستان، هنر مینیاتور به صورت مشترک با کشورهای ترکیه، جمهوری آذربایجان و ازبکستان و هنر ساختن و نواختن عود به صورت مشترک با سوریه را ارائه کرد. دو پرونده جشن مهرگان و عود نتوانست اعضای کمیته یونسکو را قانع کند و پیشنهاد این دو پرونده پس از تکمیل، برای بررسی بیشتر به سال‌های بعد موکول شد. در نوروز ۹۹ نیز دو پرونده مهارت سنتی ساختن و نواختن رباب مشترک با تاجیکستان و ازبکستان و جشن سده با همکاری تاجیکستان به یونسکو ارسال شد.
در هشتمین نشست کمیته میراث ناملموس یونسکو که در باکو، پایتخت جمهوری آذربایجان برگزار شد، این کشور پرونده بازی چوگان را با نام چوگان بازی سنتی با اسب در قره‌باغ ثبت کرد. این موضوع انتقاد ایران را برانگیخت و پس از مدتی یونسکو پذیرفت بدون حذف پرونده آذربایجان، بازی چوگان در ایران را با نام دیگری ثبت کند. در سال ۲۰۱۴ کشور ارمنستان اقدام به ثبت نقش فرهنگی نان لواش شده بود. به جهت تقاضای سایر کشورهای منطقه که فرهنگ پخت نان لواش را به عنوان بخشی از هویت ناملموس خویش تلقی می‌کنند؛ و به پیشنهاد دبیرخانه یونسکو، ایران به عنوان کشور مورد وثوق و هماهنگ‌کننده این پرونده چندملیتی همانند نوروز انتخاب شد و درنهایت پرونده فرهنگ پخت نان لواش با مشارکت سایر کشورهای مرتبط به ثبت رسید.
پرونده هنر خوشنویسی و آیین شب یلدا به صورت مستقل و ملی برای ثبت جهانی تدوین و برای کمیته جهانی میراث ناملموس یونسکو به ترتیب در سال‌های ۲۰۲۱ و ۲۰۲۲ یا ۲۰۲۳ ارسال شد که اواخر سال ۲۰۲۱ هنر خوشنویسی ثبت جهانی شد. در هفدهمین نشست کمیته میراث ناملموس یونسکو در در شهر رباط مراکش برگزار شد «مهارت ساختن و نواختن ساز عود»، «شب چله»، «سوزن‌دوزی ترکمن» و «نوغانداری و ابریشم‌بافی» به میراث ناملموس در ایران افزوده شد. در هجدهمین نشست (آذر ۱۴۰۲) که در کاسان، بوتسوانا برگزار شد، افطار، تذهیب و جشن سده هم مشترک با چند کشور دیگر ثبت جهانی شدند.

## گستره
فرهنگ ایران که به فرهنگ پارسی نیز شناخته می‌شود، از تأثیرگذارترین فرهنگ‌ها در جهان است و یکی از گهواره‌های تمدن بشر به‌شمار می‌آید
و به دلیل موقعیت و فرهنگ غنی ژئوپلیتیکی در جهان، بر فرهنگ‌ها و مردمان از ایتالیا، مقدونیه و یونان در غرب، روسیه و اروپای شرقی در شمال، شبه‌جزیره عربستان در جنوب و شبه‌قاره هند و آسیای شرقی در شرق تأثیر گذاشته است.
تاریخ غنی ایران از طریق هنر، معماری، شعر، علم و فناوری، پزشکی، فلسفه و مهندسی تأثیر بسزایی در جهان داشته است.
گفته شده است که کشش فرهنگی التقاطی یکی از اصلی‌ترین ویژگی‌های تعیین‌کننده هویت ایرانی و سرنخی برای طول عمر تاریخی آن است. جمله اول کتاب ایران‌شناس برجسته ریچارد نلسون فرای دربارهٔ ایران چنین است:
«شکوه ایران همیشه فرهنگ آن بوده است.»

## اهداف
در مارس ۲۰۰۱، میزگرد تخصصی به منظور تهیه تعریف عملیاتی از اصطلاح «میراث ناملموس» در تورین تشکیل شد. یونسکو مجموعه‌ای از نظرسنجی‌ها را به کمیسیون‌های ملی کشورهای عضو، سازمان بین دولتی و سازمان‌های غیردولتی انجام داد که مربوط به اصطلاحات مختلف مورد استفاده و قوانین ملی موجود در زمینه میراث ناملموس بود. با استفاده از نظرات بیان شده در کنفرانس واشینگتن و بر اساس نتایج نظرسنجی‌ها، تعریف جدیدی از میراث ناملموس، به عنوان فرایندهای یادگیری مردمی به همراه دانش، مهارت‌ها و خلاقیتی که توسط آنها، محصولی که ایجاد می‌کنند، اطلاع‌رسانی و منابع، فضاها و سایر جنبه‌های اجتماعی و طبیعی لازم برای پایداری آنها توسعه می‌یابد. این فرایندها تداوم نسل‌های گذشته را برای جوامع زنده فراهم می‌کنند و برای هویت فرهنگی و همچنین برای محافظت از تنوع فرهنگی و خلاقیت بشریت مهم هستند. اهداف اصلی آن حفظ آثار انسانی که ممکن است برای همیشه ناپدید شوند، ارائه یک هنجار جدید بین‌المللی در مورد حفاظت از میراث ناملموس، معرفی و شناخت در سطح جهان، تقویت هویت، اجازه دادن به همکاری اجتماعی درون گروه‌ها و بین گروه‌ها، اطمینان از تداوم تاریخی، ترویج تنوع خلاق بشریت و تسهیل دسترسی به ثمرات این خلاقیت است.

## فهرست
| #  | نگاره | عنصر                        | سالشماره ثبت | شرح | م      |
| ۱  | بشقاب نوازندگان، از آثار باستانی دوران ساسانیان | ردیف                        | ۲۰۰۹۰۰۲۷۹    | ردیف موسیقی سنتی ایرانی، جوهره فرهنگ موسیقی ایرانی را تشکیل می‌دهد. بیش از ۲۵۰ واحد ملودی در چرخه‌هایی به نام گوشه تنظیم می‌شود. ردیف مجموعه‌ایست از ملودی‌های سنتی موسیقی ایرانی که در روایت‌های مختلف سازی و آوازی، با نظم و ترتیب خاصی در قالب دستگاه‌ها و آوازهای مختلف تقسیم‌بندی شده‌اند. به بیان دیگر ردیف موسیقی روشی برای تقسیم‌بندی گوشه‌ها است تا آموزش این گوشه‌ها را از طریق تکرار میسر کند و روی انواع مختلفی از سازها با تکنیک‌های مختلف اجرایی از جمله سه‌تار، زیتر، سنتور، تنبور‎ کمانچه و نی اجرا می‌شود. اگرچه شیوه اصلی اجرای موسیقی سنتی ایران از طریق بداهه نوازی مطابق با روحیه مجری و در پاسخ به مخاطب گسترش می‌یابد، نوازندگان سال‌ها برای یادگیری و تسلط بر ردیف به عنوان مجموعه‌ای از ابزارهای موسیقی برای اجراها و ساخته‌های خود زمان می‌گذرانند. ردیف هم تجسم زیبایی‌شناسی و هم فلسفه فرهنگ موسیقی ایرانی است. | [ ۱۶ ] |
| ۲  | صحنه ای از مراسم تعزیه در ایران | تعزیه                       | ۲۰۱۰۰۰۳۷۷    | هنر نمایشی آیینی تعزیه، هنر نمایشی آیینی است که وقایع مذهبی، داستان‌های تاریخی و افسانه‌ای و قصه‌های عامیانه را بازگو می‌کند و هر اجرا دارای چهار عنصر شعر، موسیقی، آهنگ و حرکت است. برخی از نمایش‌ها تا صد نقش دارند که به شخصیت‌های تاریخی، مذهبی، سیاسی، اجتماعی، ماورا طبیعی، واقعی، خیالی و فانتزی تقسیم می‌شوند. تاریخ پیدایش تعزیه را به پیشینهٔ سه‌هزارسالهٔ سوگ سیاوش پهلوان داستان‌های ملی ایران نسبت داده و این آیین را مایه و زمینه‌ساز شکل‌گیری آن دانسته‌اند. هر درام تعزیه منحصر بفرد است و موضوع، لباس و موسیقی خاص خود را دارد. اجراها غنی از نمادها، قراردادها، رمزها و علائم قابل فهم برای تماشاگران ایرانی است و در صحنه‌ای بدون نور و تزئین اجرا می‌شود. مجریان همیشه مرد هستند و نقش‌های زنانه را نیز مردان بازی می‌کنند. اجراها با حفظ سنت‌های قدیمی، فرهنگ ملی و اساطیر ایرانی به ترویج و تقویت ارزش‌های دینی و معنوی و بشردوستی کمک می‌کند. همچنین نقش بسزایی در حفظ صنایع دستی مرتبط مانند ساخت لباس، خوشنویسی و سازسازی دارد. انعطاف‌پذیری آن باعث شده است که به زبان مشترک جوامع مختلف تبدیل شود و باعث ارتقا ارتباط، وحدت و خلاقیت شود. | [ ۱۷ ] |
| ۳  | نمای کلی زورخانه شهدای کسنویه | ورزش زورخانه‌ای              | ۲۰۱۰۰۰۳۷۸    | آیین پهلوانی و زورخانه‌ای، هنری رزمی ایرانی است که ترکیبی از عناصر اسلامی، عرفانی و باورهای ایرانی باستان است. مجموعه‌ای تشریفاتی از حرکات ژیمناستیک و کالستیک را که توسط ده تا بیست مرد انجام می‌شود، توصیف می‌کند که هر یک از ابزارهای استفاده شده در آن نمادی از سلاح‌های باستانی است. این آیین در یک زورخانه که ساختار گنبدی شکل با یک عرصه هشت‌ضلعی به نام گود و صندلی‌هایی دوار برای مخاطبان دارد برگزار می‌شود. مرشد که آیین پهلوانی را رهبری می‌کند شعرهای حماسی و عرفانی را با ضرب‌زدن اجرا می‌کند. شعرهایی که وی می‌خواند آموزه‌های اخلاقی و اجتماعی را منتقل می‌کند و بخشی از ادبیات زورخانه‌ای را تشکیل می‌دهد. شرکت کنندگان در آیین پهلوانی ممکن است از هر قشر اجتماعی و مذهبی جذب شوند و هر گروه با جامعه محلی خود ارتباط قوی دارد و برای کمک به نیازمندان تلاش می‌کند. افراد تحت نظارت یک پیشکسوت از نظر اخلاقی و جوانمردی آموزش می‌یابند. کسانی که بر مهارت‌ها و هنرهای فردی مسلط هستند، اصول مذهبی را رعایت می‌کنند و مراحل اخلاقی و عرفانی را پشت سر می‌گذارند و ممکن است درجه برجسته پهلوان را کسب کنند که نشان‌دهنده درجه و اقتدار در جامعه است. در حال حاضر، ۵۰۰ زورخانه در سراسر ایران وجود دارد که هر کدام شامل تمرین‌کنندگان، بنیان‌گذاران و تعدادی از پیشکسوتان هستند. | [ ۱۸ ] |
| ۴  | حاج قربان سلیمانی از بخشی‌های خراسان | موسیقی بخشی‌های خراسان شمالی | ۲۰۱۰۰۰۳۸۱    | موسیقی بخشی‌های خراسان شمالی مجموعه‌ای از شعر، ادبیات، عرفان و اخلاق را دربر می‌گیرد. بخشی لقبی است که به برخی از نوازندگان دوتار در شمال خراسان و ترکمن‌صحرا داده می‌شود. بخشی‌ها نوازندگان دوتار، آوازخوان، داستان گو، سراینده و سازنده ساز دوتار هستند. در استان خراسان شمالی، بخشی‌های به دلیل مهارت موسیقی خود با دوتار و آرخو مشهور هستند. آنها اشعار و حماسه‌های اسلامی و عرفانی حاوی مضامین اسطوره‌ای، تاریخی یا افسانه‌ای را بازگو می‌کنند. موسیقی آنها، معروف به مقامی، شامل قطعات سازنده یا آوازی است که به زبان‌های ترکی، کردی، ترکمن و فارسی اجرا می‌شود که نوایی گسترده‌ترین مقام است. موسیقی آنها تاریخ، فرهنگ، اصول اخلاقی و دینی را منتقل می‌کند بنابراین، نقش اجتماعی بخشی‌های فراتر از نقش راوی صرف است و آنها را به عنوان قاضی، واسطه و شفادهندگان و همچنین حافظان میراث فرهنگی قومی و منطقه‌ای جامعه خود تعریف می‌کند. | [ ۱۹ ] |
| ۵  | فرش فارسی در مسجد نصیرالملک | قالی فارس                   | ۲۰۱۰۰۰۳۸۲    | مهارت فرش‌بافی فارس، از جمله هنرهای مردمان ایران است. ایرانیان از شهرت جهانی در قالی‌بافی برخوردارند و قالی‌بافان فارس و در جنوب غربی ایران، از برجسته‌ترین افراد این هنر هستند. پشم‌ها را در بهار یا پاییز با ریسیدن به نخ تبدیل می‌کنند و رنگ‌های استفاده شده عمدتاً طبیعی است. زنان مسئولیت طراحی، انتخاب رنگ و بافت را دارند و صحنه‌هایی از زندگی عشایری خود را به صورت فرش به نمایش می‌آورند. فرش‌ها بدون هیچ طرحی بافته می‌شود، هیچ بافنده‌ای نمی‌تواند دو فرش یکسان ببافد. مادران دختران خود را برای استفاده از مواد، وسایل و مهارت‌ها آموزش می‌دهند، در حالی که پدران به پسران پشم چینی و ساخت دستگاه‌های بافندگی را می‌آموزند. | [ ۲۰ ] |
| ۶  | قالی کاشان مربوط به دوره صفوی در موزه رزیدنس مونیخ | قالی کاشان                  | ۲۰۱۰۰۰۳۸۳    | مهارت فرش‌بافی کاشان، از مهارت‌های فرش‌بافی در ایران است. کاشان که مرکز فرش‌های ظریف است، تقریباً از هر سه نفر یک نفر در فرش‌باقی مشغول به کار است که بیش از دو سوم فرش‌بافان زن هستند. روند فرش‌بافی با طرحی آغاز می‌شود که از میان مجموعه‌ای از سبک‌های ثبت شده شامل نقوش مانند گل، برگ، شاخه، حیوانات و صحنه‌های برگرفته از تاریخ شرح داده شده است. تار و پود بر روی دستگاه بافندگی معروف به دار، از پنبه یا ابریشم است. سبک بافت فارسی که به آن گره نامتقارن نیز گفته می‌شود با ظرافت مثال زدنی در کاشان اعمال می‌شود، به طوری که قسمت پشتی فرش به صورت ریز و یکدست گره خورده است. رنگ‌های فرش کاشان از انواع رنگ‌های طبیعی از جمله ریشه روناس، گردو، پوست انار و برگ درخت انگور تهیه می‌شود. مهارت‌های سنتی قالی‌بافی کاشان از طریق کارآموزی با راهنمایی مادران و مادربزرگ‌ها به دختران منتقل می‌شود. کارآموزی همچنین وسیله‌ای است که مردان مهارت‌های خود در زمینه طراحی، رنگرزی، پشم‌چینی، ساخت دستگاه‌های بافندگی و ابزارسازی را می‌آموزند. | [ ۲۱ ] |
| ۷  | کارگاه لنج‌سازی در بندر گوران، جزیره قشم | لنج‌سازی در ایران            | ۲۰۱۱۰۰۵۳۴    | دانش ساخت لنج و دریانوردی با لنج در خلیج فارس، از قدیمی‌ترین صنایع بومی جنوب ایران به‌شمار می‌رود و سابقهٔ آن به دوره افشاریان می‌رسد. با کشف آثار باستانی دوره ساسانی در سرزمین مغولستان و کشف بندرهای اشکانی و ساسانی قدمت دریانوردی ایران را می‌توان بسیار کهن‌تر دانست. دانش سنتی پیرامون لنج شامل ادبیات شفاهی، هنرهای نمایشی و جشنواره‌ها، علاوه بر مهارت‌های قایقرانی و ناوبری و اصطلاحات و پیش‌بینی وضع هوا است که ارتباط تنگاتنگی با قایقرانی و مهارت‌های ساخت قایق چوبی دارد. دانش ناوبری مورد استفاده برای حرکت در لنج‌ها به‌طور سنتی از پدر به پسر منتقل می‌شد. ناوگان ایرانی می‌توانستند کشتی را با توجه به موقعیت خورشید، ماه و ستارگان تعیین کنند. آنها از فرمول‌های ویژه‌ای برای محاسبه طول و عرض جغرافیایی و همچنین عمق آب استفاده کردند. به هر باد نامی داده شده که همراه با رنگ آب یا ارتفاع موج برای پیش‌بینی آب و هوا استفاده می‌شود. موسیقی و ریتم‌های خاص نیز بخش‌های جدا نشدنی قایقرانی در خلیج فارس را تشکیل می‌دهد و ملوانان هنگام کار آوازهای خاصی می‌خوانند. فلسفه، پیشینه آیینی، فرهنگ و دانش سنتی قایقرانی در خلیج فارس به تدریج در حال محو شدن است، اگرچه برخی از مراسم مربوط به آن در چند مکان ادامه می‌یابد. | [ ۲۲ ] |
| ۸  | مرشد ولی‌اله ترابی | نقالی                       | ۲۰۱۱۰۰۵۳۵    | نقالی؛ قصه‌گویی نمایشی، کهن‌ترین شکل عملکرد نمایشی در ایران است و مدتهاست که نقش مهمی در جامعه دارد. نقال، داستان‌هایی را با شعر یا همراه نثر با حرکات و ریتم و گاهی موسیقی دستگاهی و طومارهای نقاشی بازگو می‌کند. نقال‌ها هم به عنوان سرگرم‌کننده و هم به عنوان حاملان ادبیات و فرهنگ پارسی فعالیت می‌کنند و باید با اصطلاحات فرهنگی محلی، زبان‌ها و گویش‌ها و موسیقی سنتی آشنا شوند. نقالی مستلزم استعداد قابل توجه، حافظه‌ای ماندگار و توانایی بداهه‌نوازی با مهارت‌هایی برای جذب مخاطب است. نقال‌ها از لباس‌های ساده استفاده می‌کنند، اما ممکن است در هنگام اجرا از کلاه‌خود یا پوشش‌های زرهی استفاده کنند تا به بازسازی صحنه‌های نبرد کمک کنند. نقل‌ها تا چندی پیش مهم‌ترین حافظ قصه‌های عامیانه، حماسه‌های قومی و موسیقی محلی ایران به‌شمار می‌رفتند. نقالی قبلاً در قهوه‌خانه‌ها، چادرهای عشایر، خانه‌ها و اماکن تاریخی مانند کاروانسراهای باستانی اجرا می‌شد. با این حال، کاهش محبوبیت قهوه‌خانه‌ها، همراه با اشکال جدید سرگرمی، منجر به کاهش علاقه به نقالی شده است. کهولت مجریان مرشدان و کاهش محبوبیت در میان نسل‌های جوان باعث افت شدید تعداد نقال‌های ماهر شده و بقای این هنر نمایشی را تهدید می‌کند. | [ ۲۳ ] |
| ۹  | مراسم قالی‌شویان مشهد اردهال | قالی‌شویان                   | ۲۰۱۲۰۰۵۸۰    | آیین قالی‌شویان مشهد اردهال به یاد سلطان علی همه ساله در دومین جمعه مهرماه یا نزدیکترین روز جمعه به روز هفدهم ماه مهر توسط مردم فین کاشان و کاشان در مقبره سلطان علی برگزار می‌شود. در این مراسم نمادین، شرکت‌کنندگان که از منطقه فین برای برگزاری این مراسم آمده‌اند، در حالی که چوب‌هایی به دست دارند، قالی را به نماد جسد سلطان علی در چشمه‌ای می‌شویند. این جوامع انتقال شفاهی رویه‌ها را حفظ می‌کنند، اما همچنین با افزودن عناصر جدید و جشن، سنت را بازسازی می‌کنند. | [ ۲۴ ] |
| ۱۰ | مهم‌ترین نماد عید نوروز سفره هفت سین است | نوروز                       | ۲۰۱۶۰۱۱۶۱    | نوروز، بزرگ‌ترین جشن ملی ایرانیان است. زمان دقیق پیدایش و آغاز جشن نوروز معلوم نیست و بر اساس اسناد و شواهد پیشینهٔ این جشن به هزاره‌های پیش از میلاد مسیح می‌رسد. درگذشته جایگاه نوروز ثابت نبوده است و آنچه که امروزه نوروز می‌نامیم مرهون دستور ملکشاه یکم است که تعدادی از اخترشناسان ایرانی از جمله حکیم عمر خیام را برای تهیه تقویم ایرانی گرد هم آورد و با انجام دادن محاسبات دقیق جایگاه نوروز در اول فروردین ماه ثابت شد. مهم‌ترین نماد عید نوروز سفره هفت‌سین است؛ که یکی از از مهم‌ترین رسوم رایج در مناطق مختلف ایران و از آیین‌های مشترک در بین تمامی اقوامی است که نوروز را جشن می‌گیرند. | [ ۲۵ ] |
| ۱۱ | نان لواش | نان لواش                    | ۲۰۱۶۰۱۱۸۱    | فرهنگ پخت نان لواش، از قدیمی‌ترین مهارت‌های پخت نان در خاورمیانه است و امروزه در کشورهایی همچون ایران، ارمنستان، جمهوری آذربایجان، قزاقستان، قرقیزستان و ترکیه هنوز مورد استفاده قرار می‌گیرد. نان لواش یک نان نازک و ترد است، به قطر سه میلی‌متر و از خمیر فطیر پخته می‌شود. در ایران به این نان، نان تنوری یا نان تافتون هم می‌گویند و در سایر کشورها به اسم‌های کایرما، جوپکا و یوفکا نیز شناخته می‌شود. علاوه بر وعده‌های غذایی معمولی، نان لواش در عروسی‌ها، زایمان‌ها، مراسم خاکسپاری، تعطیلات مختلف نیز پخته می‌شود. در آذربایجان و ایران، آن را روی شانه‌های عروس می‌گذارند یا روی سر او خرد می‌کنند تا برای آنها آرزوی سعادت و خوشبختی کند، در حالی که در ترکیه به زوج‌های جوان داده می‌شود. در مراسم تشییع جنازه در قزاقستان، نان برای محافظت از متوفی تهیه شود. این عمل که با مشارکت در خانواده‌ها و از استاد به شاگرد منتقل می‌شود بیانگر مهمان‌نوازی، همبستگی و باورهای خاصی است که نمادی از ریشه‌های مشترک فرهنگی است که موجب تعلق جامعه می‌شود. | [ ۲۶ ] |
| ۱۲ | میدان نقش جهان از قدیمی‌ترین محل‌های بازی چوگان | چوگان                       | ۲۰۱۷۰۱۲۸۲    | چوگان، بازی سوار بر اسب همراه با روایت‌گری و موسیقی، ورزشی گروهی، با قدمت بالا در ایران است که به سبب رواج آن در میان پادشاهان و بزرگان به ورزشی اشرافی مشهور گردیده است. این بازی از حدود ۶۰۰ پیش از میلاد در ایران شکل گرفته و از دورهٔ هخامنشیان انجام می‌شده است. چوگان در ابتدا تفریحی جهت نمایش استعداد اسب‌های جنگی سوارکاران نظامی ایرانی به‌شمار می‌رفت. این ورزش در ایران پس از صفویان کم‌کم‌رو به فراموشی رفته و در زمان پهلوی، در ارتباط با اروپاییان، دوباره مورد توجه قرار گرفت. نام «چوگان» برگرفته از چوبی است که برای انجام این بازی استفاده می‌شود و مهارت بازیکنان در زدن گوی با چوگان، اسب‌سواری و هماهنگی و حفظ تعادل در بازی از اهمیت بسیاری برخوردار است. | [ ۲۷ ] |
| ۱۳ | کیهان کلهر، نوازنده چیره‌دست ایرانی در حال نواختن کمانچه | کمانچه                      | ۲۰۱۷۰۱۲۸۶    | هنر ساختن و نواختن کمانچه، به مهارت‌های ساخت و نواختن کمانچه، از سازهای اصیل و کهن ایران اشاره دارد. نخستین نشانهٔ تاریخی کمانچه مربوط به کتاب موسیقی کبیر اثر ابونصر فارابی در سدهٔ چهارم هجری است. او در این کتاب از کمانچه با نام عربی آن رباب یاد می‌کند. در اشعار برخی شاعران مانند مسعود سعد در قرن هشتم هجری نام این ساز ذکر شده است و در نقاشی‌های تالار چهل‌ستون اصفهان نوازندهٔ کمانچه مشاهده می‌شود. کمانچه از خانوادهٔ سازهای زهی-آرشه‌ای است که از سه قسمت کاسه، دسته و پایه تشکیل شده است. | [ ۲۸ ] |
| ۱۴ | عثمان محمدپرست در حال دوتار نوازی | دوتار                       | ۲۰۱۹۰۱۴۹۲    | هنر ساختن و نواختن دوتار، از کهن‌ترین مهارت‌های ساخت و نواختن ساز زهی ایران، بلکه تمام خاورمیانه و آسیای مرکزی، به‌شمار می‌رود. تصویر این ساز در برخی از حجاری‌های چندین هزار ساله موجود است و در کتبی که به زبان پهلوی تألیف شده نام این ساز به عنوان تنبور یا تمبور آمده است. فارابی فیلسوف و دانشمند بزرگ ایران پایهٔ تحقیقات موسیقی خود را بر دوتار خراسانی استوار کرده است و در کتاب معروف و عظیم خود کتاب موسیقی کبیر فصل مستقلی را به تشریح علمی این ساز اختصاص داده است. این ساز دارای دو سیم است و معمولاً آن را با ناخن و گاهی با زخمه می‌نوازند. امروزه نواختن و ساخت دو تار در مناطق شرق و شمال خراسان، مناطق ترکمن نشین، کتولِ استان گلستان و شرق مازندران رواج دارد. برای ساخت دوتار معمولاً از چوب درختان توت، زردآلو، عناب و گردو استفاده می‌شود و در گذشته به جای سیم از ابریشم استفاده می‌شده است. | [ ۲۹ ] |
| ۱۵ | مکتب جلایری، برگی از دیوان خواجوی کرمانی، همای و همایون، اثر جنید بغدادی                                                                                               | نگارگری ایرانی              | ۲۰۲۰۰۱۵۹۸    | نگارگری ایرانی نوعی اثر هنری دو بعدی است که شامل طراحی و خلق نقاشی‌های کوچک روی کتاب‌ها، کاغذ دیواری‌ها، فرش‌ها، منسوجات، دیوارها، سرامیک‌ها و سایر موارد با استفاده از مواد اولیه مانند طلا، نقره و مواد مختلف طبیعی است. از نظر تاریخی، مینیاتور با نقاشی کتاب که در آن متن از لحاظ بصری پشتیبانی می‌شد، مثال زدنی است، اما این عنصر تکامل یافته است و همچنین می‌تواند در معماری و به عنوان یک تزیین در فضاهای عمومی مشاهده شود. الگوهای مینیاتور نمایانگر باورها، جهان‌بینی و سبک زندگی به روشی تصویری است و همچنین با تأثیر اسلامی شخصیت جدیدی پیدا می‌کند. در حالی که تفاوت‌های سبکی بین آنها وجود دارد، هنر مینیاتور که توسط کشورهای عضو ارائه می‌شود دارای ویژگی‌های اساسی است. به‌طور معمول از طریق رابطه مربی و کارآموز منتقل می‌شود و به عنوان بخشی جدایی ناپذیر از هویت اجتماعی و فرهنگی هر جامعه در نظر گرفته می‌شود. گرچه این هنر سده‌ها وجود داشته است، اما همچنان در حال توسعه است و در نتیجه پیوندهای گذشته و حال را تقویت می‌کند. اصول و فنون سنتی نقاشی حفظ شده است، اما هنرمندان همچنین خلاقیت فردی را در روند کار به ارمغان می‌آورند. | [ ۳۰ ] |
| ۱۶ | زیارت کلیسای تادئوس | آیین زیارت کلیسای تادئوس    | ۲۰۲۰۰۱۵۷۱    | آیین زیارت کلیسای تادئوس سفر زیارتی به مدت سه روز به کلیسای تادئوس مقدس در شمال غربی ایران است که هر ماه ژوئیه برگزار می‌شود. حاملان این زیارت فرهنگی مذهبی جمعیت ارمنی‌ها در ایران، ارمنی‌ها ایرانی مقیم ارمنستان و پیروان کلیسای رسولی ارمنستان هستند. زائران قبل از رفتن به کلیسا در تبریز جمع می‌شوند. آنها سالانه ۷۰۰ کیلومتر از ایروان تا صومعه را طی می‌کنند. آیین بزرگداشت شامل مراسم مذهبی ویژه، موکب‌ها، نماز و روزه است. اوج آن در یک تشییع با همدلی همگانی است. اوقات ویژه‌ای برای نمایش‌های سنتی محلی ارمنی در نظر گرفته شده و غذاهای ارمنی سرو می‌شود. این آیین اولین رویداد اجتماعی و فرهنگی سال میلادی است. حاملان این عنصر خاطرات فرهنگی سفرهای زیارتی را حفظ کرده و به خانواده‌ها و جوامع منتقل می‌کنند. در زمان شوروی شرکت در زیارت برای مردم ارمنستان ممنوع بود و پس از استقلال در دهه ۱۹۹۰ سفر زیارتی از ارمنستان از سر گرفته شد. | [ ۳۱ ] |
| ۱۷ | طعه خط شکسته‌نستعلیق اثر سید علی‌اکبر گلستانه، ۱۳۱۶ هـ. ق، متن قطعه بیتی از سعدی است که می‌فرماید: «ای که نصیحتم کنی کز پی نیکوان مرو / عشق حقیقت است اگر حمل مجاز می‌کنی» | خوشنویسی ایرانی             | ۲۰۲۱۰۱۷۱۶    | سنت خوشنویسی همیشه با عمل نوشتن در ایران همراه بوده است و حتی زمانی که نویسندگان سواد محدودی داشتند، خوشنویسی و خط هنوز پیوندهای پیچیده‌ای داشتند. اما با ظهور چاپ و پیدایش برنامه‌های کامپیوتری و فونت‌های دیجیتال، این هنر به تدریج رو به افول نهاد و تأکید بر خوانایی محض جایگزین رعایت خوانایی و زیبایی‌شناسی شد. این امر باعث کاهش استقبال از خوشنویسی در میان نسل‌های جدید شده است؛ بنابراین حفاظت از سنت خوشنویسی ایران در دهه ۱۹۸۰ به یکی از دغدغه‌های اصلی تبدیل شد و برنامه‌ای ملی برای این منظور توسط سازمان‌های غیردولتی با همکاری دولت تدوین شد. این برنامه با هدف گسترش آموزش عمومی غیررسمی و رسمی در زمینه خوشنویسی، انتشار کتاب و جزوه، برگزاری نمایشگاه‌های هنری و توسعه برنامه‌های درسی دانشگاهی و در عین حال ترویج استفاده مناسب از سنت خوشنویسی متناسب با شرایط زندگی مدرن انجام شد. بخشی از کارهای این برنامه قبل از دهه ۸۰ توسط انجمن خوشنویسان ایران آغاز شد و با توجه به استقبال بی‌نظیر از آن، بخش عمومی با بازتعریف و هماهنگی گسترده بر اساس تجربیات مردم، آن را به یک برنامه ملی تبدیل کرد. | [ ۳۲ ] |
| ۱۸ | عود سوری | عود                         | ۲۰۲۲۰۱۸۶۷    | مهارت ساختن و نواختن ساز عود که از سازهای سنتی در ایران و سوریه است. این ساز معمولاً از چوب گردو، صنوبر، آبنوس یا زردآلو ساخته می‌شود. عودها در اندازه‌های مختلف برای بدنه‌های مختلف ساخته می‌شوند و با کنده کاری‌های چوبی و نقش‌های معرق تزئین می‌شوند. عود به صورت انفرادی یا گروهی نواخته می‌شود و با آوازهای سنتی و رقص در طیف گسترده‌ای از رویدادها همراه است. عود ساز زهی زخمه‌ای با بیش از ۱۵۰۰ سال حضور در ایران و کشورهای مجاور است. این ساز مانند بسیاری دیگر از سازهای زخمه‌ای روی پای نوازنده قرار می‌گیرد و نوازنده با یک دست انگشت‌گذاری روی وترها و با دست دیگر به نواختن مضراب می‌پردازد. کاسه طنینی این ساز گلابی‌شکل و نسبتاً بزرگ و دسته آن معمولاً کوتاه و فاقد دستان‌بندی است. به‌طوری که وترها بیشتر روی کاسه طنینی امتداد دارند. صفحه چوبی طنینی این ساز مشبک است، این شبکه‌ها که معمولاً نقش مایه‌های اسلیمی دارند، علاوه‌بر انتقال صدای کاسه ساز، نقش تزئینی نیز ایفا می‌کنند. بیشتر انواع این ساز ۱۰ سیمه است که به صورت جفت بسته می‌شوند. صدای این ساز در محدوده صوتی بم و باریتون است و امکان تولید اسواد ملودیک و هارمونیک در آن فراهم است و در تک نوازی و گروه نوازی به کار می‌رود. گستره جغرافیایی این ساز در ایران به خوزستان، بوشهر، هرمزگان، تهران، کردستان و برخی شهرهای بزرگ، مانند شیراز اصفهان، تبریز و مشهد می‌رسد. خوارزمی در «مفاتیح العلوم» نام این ساز را «بربط» آورده و گفته که در اصل «برِبت» است، به معنی سینه بت (مرغابی)؛ چرا که ظاهر آن شبیه به سینه و گردن مرغابی است. | [ ۳۳ ] |
| ۱۹ | | سوزن‌دوزی ترکمنی             | ۲۰۲۲۰۱۸۷۶    | سوزن دوزی به سبک ترکمنی یک هنر کاربردی تزئینی است که در لباس مردم از هر جنسیت و سنی در ایران و ترکمنستان استفاده می‌شود. سوزن‌دوزی در هر دو کشور با تهیه نخ‌های نازک ابریشمی آغاز می‌شود. این تکنیک منحصر به فرد به نخ درخشندگی می‌بخشد. دختران به‌طور سنتی سوزن دوزی را از مادر و مادربزرگ خود یادمی‌گیرند. در مناطق روستایی، الگوهای مورد استفاده هویت سرزمینی زنان سوزن دوز را آشکار می‌کند. که برای نماد عشق، دوستی، طبیعت و قدرت استفاده می‌شوند. سوزن دوزی در لباس عروسی، در لباس مراسم عزا و مراسم‌های فرهنگی و به عنوان قسمت‌های تزئینی لباس‌های معمولی مانند روسری، مانتو، شلوار، شال و لوازم جانبی استفاده می‌شود. | [ ۳۴ ] |
| ۲۰ | انار از میوه‌های شب یلدا | شب چله                      | ۲۰۲۲۰۱۸۷۷    | شب چله یا یلدا، سال‌جشن کهنی است که در آن فزونی روشنایی خورشید، نور و حرارت زندگی مورد توجه برگزارکنندگانش قرار می‌گیرد. انقلاب زمستانی در نیمکره شمالی برابر با یکم دی‌ماه در تقویم ایرانی است و این تاریخ مصادف با آغاز روند بلندتر شدن روزها در این منطقه است. این مراسم در ایران و افغانستان در آخرین شب پاییز برگزار می‌شود. خانواده‌ها دور یکدیگر جمع می‌شوند و دور میزی می‌نشینند که با برخی اشیاء و خوراکی‌های نمادین تزئین شده است: چراغی برای نماد نور، آب برای نشان دادن پاکی و میوه‌های قرمز رنگ مانند انار، هندوانه، چغندر، عناب و انگور نماد گرما هستند. آبگوشت، شیرینی، خشکبار و آجیل نیز که مخصوص این مناسبت استفاده می‌شود، سر سفره می‌گذارند و در حین میهمانی مصرف می‌شوند. در این شب فعالیت‌هایی مانند شعرخوانی و قصه‌گویی تا بازی و موسیقی و هدیه دادن به تازه دامادها، عروس‌ها و کودکان را شامل می‌شود. این رویداد هویت فرهنگی، طبیعت، احترام به زنان، مهمان نوازی، تنوع فرهنگی و همزیستی مسالمت آمیز را گرامی می‌دارد. بزرگترهای فامیل به عنوان حاملان فعلی و ناقلان این جشن آیینی شناخته می‌شوند. یلدا به سبب شاخصه‌های اقلیم زیستی مردمان این سرزمین و ارتباط آن با طبیعت و کیهان، از روزگار کهن تا به امروز استمرار داشته است و متناسب با گذر زمان تغییراتی ظاهری در نحوه برگزاری آن دیده می‌شود اما ساختار و ماهیت آن تغییری نکرده است. | [ ۳۵ ] |
| ۲۱ | | نوغان‌داری و ابریشم‌دوزی      | ۲۰۲۲۰۱۸۹۰    | در نوغان‌داری و تولید سنتی ابریشم برای بافندگی، کشاورزان از کرم‌های ابریشم مراقبت می‌کنند و برای تغذیه آن‌ها درختان توت را پرورش می‌دهند. نخ‌های ابریشم برای تولید انواع گوناگون صنایع دستی از جمله پارچه، فرش و پرده استفاده می‌شود. این محصولات ارزش بالایی دارند و مردم از آنها برای مناسبت‌های خاص مانند عروسی، عزا و مجالس خانوادگی استفاده می‌کنند. این فرهنگ که ریشه در سنت‌های جاده ابریشم دارد، بیانگر هویت فرهنگی و سنت‌های چند صد ساله آن است. و به عنوان نمادی از انسجام اجتماعی در نظر گرفته می‌شود، چرا که تجارت ابریشم به تبادل فرهنگ و علم در داخل و بین کشورهای دیگر کمک می‌کند. ایران در زمینه تولید پیله و ابریشم دارای شهرت جهانی بود، طوری که در قرون پنجم و ششم میلادی یعنی دوره شاهنشاهی ساسانیان این صنعت رونق چشمگیری داشت. | [ ۳۶ ] |
| ۲۲ | | هنر تذهیب                   | ۲۰۲۳۰۱۹۸۱    | هنر تذهیب، هنری تزئینی و کهن است که بر صفحات نسخه‌های خطی، متون خوشنویسی و نگارگری‌ها به کار می‌رود. عنصر اصلی آن طلاکاری است که با ورق طلا یا رنگ طلایی انجام می‌شود و نیازمند دانش و مهارت‌های ویژه‌ای است. علاوه بر این، از رنگدانه‌های طبیعی استفاده می‌شود و در سال‌های اخیر، رنگ‌های مصنوعی مانند آبرنگ و گواش نیز رایج شده‌اند. امروزه، تذهیب هم به‌صورت سنتی و هم با تفاسیر معاصر در نسخه‌های خطی، نگارگری‌ها، خوشنویسی‌ها و حتی به‌عنوان آثار مستقل هنری مشاهده می‌شود. این هنر از طریق شاگردی نزد استادان و همچنین آموزش‌های رسمی و غیررسمی در دانشگاه‌ها، آکادمی‌ها، مراکز پژوهشی و کارگاه‌های عمومی و خصوصی منتقل می‌شود. رنگ‌ها، الگوها و نقوش مورد استفاده در تذهیب معانی نمادینی دارند و معمولاً متون دینی، نسخه‌های ادبی و تاریخی، اسناد ازدواج و حتی قراردادهای تجاری با تذهیب آراسته می‌شوند. این هنر پیوند نزدیکی با باورها و آیین‌های فرهنگی جوامع دارد و حس پیوستگی فرهنگی را در سطح ملی، منطقه‌ای و بین‌المللی تقویت می‌کند. همچنین، دانش و روش‌های سنتی تذهیب در مرمت نسخه‌های خطی و اوراق قدیمی به کار می‌رود و نقش مهمی در حفظ و نگهداری آثار تاریخی و فرهنگی برای نسل‌های آینده ایفا می‌کند. | [ ۳۷ ] |
| ۲۳ | مراسم افطار | افطار                       | ۲۰۲۳۰۱۹۸۴    | افطار و سنت‌های فرهنگی اجتماعی آن، یکی از آیین‌های مسلمانان است که در ماه رمضان، نهمین ماه از تقویم قمری، هنگام غروب و پس از پایان همه مناسک دینی و آیینی برگزار می‌شود. این سنت که توسط افراد در هر سن، جنسیت و پیشینه‌ای رعایت می‌شود، پایان روزه‌داری و سختی‌های ناشی از امساک از سپیده‌دم تا غروب را نشان می‌دهد. پس از نماز مغرب، فعالیت‌هایی مانند مراسم دعا، موسیقی، داستان‌گویی، بازی‌ها، آماده‌سازی و سرو غذاهای سنتی و محلی و حتی برنامه‌ریزی برای ازدواج برگزار می‌شود. افطار معمولاً به شکل گردهمایی‌ها یا وعده‌های غذایی گروهی اجرا می‌شود که به تقویت روابط خانوادگی و اجتماعی، ترویج خیریه، همبستگی و تعامل اجتماعی کمک می‌کند. آیین‌ها و سنت‌های مربوط به افطار حتی توسط کسانی که در طول ماه رمضان روزه نمی‌گیرند نیز رعایت می‌شود. مهارت‌ها و دانش مرتبط با افطار به‌طور معمول از طریق آموزش شفاهی، مشاهده و مشارکت در خانواده‌ها منتقل می‌شود و اغلب کودکان و نوجوانان در آماده‌سازی بخش‌هایی از غذاهای سنتی نقش دارند. در این فرایند، والدین همچنین دانش خود را دربارهٔ فواید روزه‌داری و ارزش‌ها و کارکردهای اجتماعی افطار به فرزندان منتقل می‌کنند. افطار معمولاً با حمایت نهادهای دولتی، سازمان‌های غیردولتی و خیریه‌ها برگزار می‌شود و از طریق رسانه‌هایی مانند تلویزیون، رادیو، مطبوعات و شبکه‌های اجتماعی ترویج می‌شود. | [ ۳۸ ] |
| ۲۴ | جشن سده در شیراز، ۱۰ بهمن ۱۳۹۸ | جشن سده                     | ۲۰۲۳۰۱۷۱۳    | جشن سده، جشنی است که هر ساله در ۱۰ بهمن برگزار می‌شود و روزی را مشخص می‌کند که زمین‌های کشاورزی برای کشت بهاری آماده می‌شوند و مردم پایان سردترین روزهای زمستانی را جشن می‌گیرند و ۵۰ روز و ۵۰ شب تا بهار باقی مانده است. بر این اساس، «سده» به معنای «۱۰۰» است. این سنت در ایران و تاجیکستان از جلوه‌های گوناگونی برخوردار است. جشن سده شامل آواز خواندن، رقصیدن و نیایش کردن در اطراف آتش و ارائه برکت و میوه‌های خشک یا تازه است. این روز همچنین شروع سنتی کار کشاورزی برای فصل جدید است که کشاورزان در زمین‌های خود کود می‌پاشند و باغداران درختان و بوته‌های خود را هرس می‌کنند. پس از جشن سده، مردم روستاها در فضای باز گرد هم می‌آیند تا به‌طور جمعی نهرها و استخرها را تمیز کنند و پل‌ها را تعمیر کنند. این عمل افرادی را با پیشینه‌های مختلف فرهنگی، قومی و مذهبی متحد می‌کند و فرصتی برای تعاملات مسالمت آمیز پیرامون سنت‌های کشاورزی و غذایی و ترویج تنوع و تداوم بیان شفاهی و حافظه فراهم می‌کند. | [ ۳۹ ] |
| ۲۵ | جشن مهرگان در تاجیکستان | مهرگان                      | ۲۰۲۴۰۲۱۴۴    | جشن مهرگان آیینی است که با فصل برداشت محصول گره خورده است. هر سال از ۱۰ مهر تا ۱۰ آبان، مردم با شکرگزاری به خاطر نعمت‌های کشاورزی و دامپروری خود، این جشن را برگزار می‌کنند. مراسم و خوراکی‌های این جشن بسته به منطقه و باورهای مذهبی متغیر است. زرتشتیان با خواندن بخش‌هایی از کتاب اوستا و مسلمانان با دعاهای ویژه، این روز را گرامی می‌دارند. وجه مشترک همه آن‌ها چیدن سفره‌ای رنگارنگ است که انار، هندوانه، گلابی، انگور، سیب، برنج و گندم را در بر می‌گیرد. غذاهای متنوع، آجیل، شیرینی و نوشیدنی‌های خاص نیز بخشی از این ضیافت هستند. در این جشن، موسیقی، رقص، آواز، نمایش و ورزش‌های محلی مانند کشتی برگزار می‌شود. مردم نمایشگاه‌های گل برپا کرده و صنایع‌دستی و محصولات محلی خود را به نمایش می‌گذارند. این سنت نسل‌به‌نسل از طریق داستان‌گویی و مشارکت در جشن‌ها منتقل شده و مدارس و دانشگاه‌ها نیز در حفظ آن نقش دارند. مهرگان نه‌تنها جشن طبیعت است، بلکه فرصتی برای همبستگی اجتماعی است که مردمی از قومیت‌ها، ادیان و پیشینه‌های گوناگون را دور هم جمع می‌کند. | [ ۴۰ ] |
| ۲۶ | رباب نوازی | رباب                        | ۲۰۲۴۰۲۱۴۳    | هنر ساخت و نواختن رباب یکی از کهن‌ترین سازهای زهی در آسیای مرکزی، جنوبی و جنوب‌غربی است که با چوب درخت توت خشک‌شده از بیابان‌ها ساخته می‌شود. این ساز در مناسبت‌های مختلف، از جشن‌ها و عروسی‌ها گرفته تا مراسم سوگواری، گردهمایی‌ها و درمان‌های آیینی نواخته می‌شود. همچنین، رباب نقشی کلیدی در اجراهای موسیقی ارکسترال و معاصر، از جمله در گروه‌های بین‌المللی، ایفا می‌کند. نوازندگان ماهر رباب، به‌عنوان بزرگان جامعه، احترام ویژه‌ای دارند و اغلب آغازگر آیین‌ها و مراسم خاص هستند. ساخت رباب مهارتی سنتی است که شامل نجاری، منبت‌کاری، خاتم‌کاری و تزئینات چوبی می‌شود. این هنر به‌طور معمول از طریق تمرین عملی و اغلب به‌عنوان یک سنت خانوادگی منتقل می‌شود. در حالی که صنعتگران رباب عمدتاً مرد هستند، نوازندگان آن شامل زنان و مردان از تمامی سنین، قومیت‌ها و ادیان هستند. رباب در ادبیات و اشعار نیز جایگاه ویژه‌ای دارد و در فرهنگ‌های مختلف، افسانه‌های مرتبط با آن توسط بزرگان و استادان در گردهمایی‌ها روایت می‌شود. این ساز به‌عنوان نمادی از وحدت میان مردم افغانستان، ایران، تاجیکستان و ازبکستان شناخته می‌شود. رباب نقشی برجسته در تقویت همبستگی فرهنگی و اجتماعی داشته و به‌ویژه در میان جوامع مهاجر، پلی برای تبادل فرهنگی و همدلی ایجاد کرده است. | [ ۴۱ ] |

## یادداشت
1. ↑  به‌طور مشترک با کشورهای افغانستان ، جمهوری آذربایجان ، هند ، عراق ، قزاقستان ، قرقیزستان، ازبکستان ، پاکستان ، تاجیکستان ، ترکمنستان ، ترکیه  و مغولستان
2. ↑  به‌طور مشترک با کشورهای جمهوری آذربایجان ، قرقیزستان، قزاقستان  و ترکیه
3. ↑  به‌طور مشترک با کشور جمهوری آذربایجان
4. ↑  به‌طور مشترک با کشورهای جمهوری آذربایجان ، ازبکستان  و ترکیه
5. ↑  به‌طور مشترک با کشور ارمنستان
6. ↑  به‌طور مشترک با کشور سوریه
7. ↑  به‌طور مشترک با کشور ترکمنستان
8. ↑  به‌طور مشترک با کشور افغانستان
9. ↑  به‌طور مشترک با کشورهای افغانستان  جمهوری آذربایجان  ترکیه  تاجیکستان  ترکمنستان  ازبکستان
10. ↑  به‌طور مشترک با کشورهای جمهوری آذربایجان  ترکیه  تاجیکستان  ازبکستان
11. ↑  به‌طور مشترک با کشورهای جمهوری آذربایجان  ترکیه  ازبکستان
12. ↑  به‌طور مشترک با تاجیکستان
13. ↑  به‌طور مشترک با تاجیکستان
14. ↑  به‌طور مشترک با افغانستان  و تاجیکستان  ازبکستان